# Osamu Katsūra
Osamu Katsūra est un joueur de shōgi professionnel japonais né le 8 mai 1946 à Monbetsu dans l'île d'Hokkaidō.
Osamu Katsūra a remporté deux fois le tournoi des étoiles Kachinukisen.

## Biographie et carrière
Osamu Katsūra est né en mai 1960 à Monbetsu (Hokkaido).
Il devient 4e dan professionnel en avril 1967. En 1973, il se qualifie pour la finale du Shinjin-Ō, tournoi réservé aux joueurs de moins de 30 ans.
Il disputa trois finales de tournois importants de shogi :
- la finale pour le titre de Ōi en 1976 contre Makoto Nakahara (2 à 4) ;
- la finale pour le titre d'Oza en 1981 contre Yasuharu Oyama (l'Oza était jusqu'en 1982 un tournoi mineur) ;
- la finale titre de Kisei au premier semestre 1985 contre Kunio Yonenaga.

En 1976, il est promu 8e dan grâce à sa qualification pour le tournoi de sélection de classe A du titre de Meijin. En 1978, il finit deuxième du tournoi des classe A. Il est classé 9e dan à partir de novembre 1985 après sa deuxième finale d'un titre majeur (le Kisei) et un total de 250 parties gagnées.
Il remporta la Coupe de la Fédération japonaise de shogi en 1981, compétition qui est devenue le Tennosen (ja) en 1985, et qui a été intégrée dans le Kiosen en 1993.
Il remporta deux fois le défi du Kachinukisen (tournoi KO des étoiles) : en 1980 (7 victoires consécutives) et en 1985 (6 victoires consécutives),